# Stienka na stienku
Stienka na stienku (ros.: Стенка на стенку) – minialbum rosyjskiego zespołu pagan metal/folk metalowego Arkona, wydany 25 maja 2011 przez wytwórnię Napalm Records.

## Lista utworów
| Nr | Tytuł utworu                              | Oryginalny tytuł           | Tekst          | Muzyka         | Długość |
| -- | ----------------------------------------- | -------------------------- | -------------- | -------------- | ------- |
| 1. | „Stienka na stienku”                      | Стенка на стенку           | Masza "Scream" | Masza "Scream" | 2:31    |
| 2. | „Walonki”                                 | Валенки                    |                |                | 3:04    |
| 3. | „Goj, Rodie, goj!” (Acoustic Version)     | Гой, Роде, гой!            | Masza "Scream" | Masza "Scream" | 5:35    |
| 4. | „Skål!”                                   |                            | Varg           | Masza "Scream" | 2:28    |
| 5. | „Durień”                                  | Дурень                     | Svarga         | Svarga         | 6:27    |
| 6. | „Nowyj Mir (Ođđa Máilbmi)” (cover Shaman) | Новый Мир ("Ođđa máilbmi") | Masza "Scream" | Shaman         | 3:45    |
|    |                                           |                            |                |                | 23:50   |